# منتخب أذربيجان تحت 21 سنة لكرة القدم
منتخب أذربيجان تحت 21 سنة لكرة القدم هو الممثل الرسمي لأذربيجان في بطولات كرة القدم تحت 21 سنة. يشارك الفريق في بطولة أوروبا تحت 21 لكرة القدم التي تقام كل عامين.